# Ли Хам Дек
Ли Хам Дек (1912—2002) — советская казахская театральная актриса и педагог, Заслуженная артистка Казахской ССР (1947), Народная артистка Казахской ССР (1962).

## Биография
Родилась 13 марта (26 марта по новому стилю) 1914 года в городе Находка Российской империи.
Отец девочки любил народные песни, и повзрослевшая дочь решила, что пойдет работать в театр — отец одобрил её выбор. С 1925 принимала участие в спектаклях драматического кружка Корейского клуба во Владивостоке. Начала выступать в 1932 году в агитбригаде, организованной при Дальневосточном профсоюзе рыболовецкой артели, где она работала. Через некоторое Ли Хам Дек время она пришла в профессиональный корейский театр. Поскольку у неё не было специального образования, то пришлось заниматься самообразованием, изучать сценическое мастерство по учебникам. Помощь в достижении поставленной начинающей актрисе оказали дипломированные режиссёры Цай Ен и Цой Гир Чун, а также актёр Ли Гир Су, которые окончили московский Государственный институт театрального искусства (ГИТИС). С 1934 года — актриса Корейского театра во Владивостоке, с 1937 года — Корейского театра в Казахстане (ныне Государственный республиканский академический корейский театр музыкальной комедии в Алматы). Член КПСС с 1952 года. В Корейском театре музыкальной комедии проработала по 1988 год. 
Ли Хам Дек стала педагогом. Много актёров обучались у неё актёрскому мастерству и сценической речи. В 1947 году она стала заслуженной артисткой, а в 1962 году ей было присвоено звание народной артистки Казахской ССР. В последний раз она вышла на сцену в 1996 году, исполняя главную роль Бернарды в спектакле по пьесе Гарсиа Лорки «Дом Бернарды Альбы».
Умерла 23 декабря 2001 года в городе Алматы.
Была награждена орденом «Знак Почёта» и медалями.